# Apple A8
Apple A8 là một hệ thống đơn chip 64-bit (SoC) được thiết kế bởi Apple. Bộ vi xử lý được Samsung và TSMC đồng sản xuất cho Apple và xuất hiện lần đầu tiên trên iPhone 6 và iPhone 6 Plus - những sản phẩm được ra mắt vào ngày 9 tháng 9 năm 2014. Apple tuyên bố rằng nó có hiệu suất CPU cao hơn 25% và hiệu năng đồ họa nhiều hơn 50% trong khi chỉ tiêu thụ 50% năng lượng điện khi so với bộ vi xử lý tiền nhiệm Apple A7 của nó. Apple A8 được tích hợp mã chip Cyclone 2 giống như người tiền nhiệm Apple A7 là Cyclone 1.